# أرابيلا مانزفيلد
أصبحت أرابيلا مانزفيلد (من مواليد 23 مايو من عام 1846 وتوفيت في 1 أغسطس من عام 1911) وكان اسمها عند الولادة بيل أوريليا باب، في عام 1869 أول محامية في الولايات المتحدة الأمريكية، وذلك بعد قبولها في نقابة المحامين في ولاية آيوا. أصبحت مانزفيلد –بناءً على حياتها المهنية الناجحة- مدرسة ومديرة في الجامعة. على الرغم من منع قانون ولاية آيوا النساء من التقدم لفحص المحاماة في الولاية واقتصاره على الذكور، لكن مانزفيلد تقدمت إلى الامتحان، وحصلت على درجات عالية فيه. بعد فترة وجيزة من طعن مانزفيلد القضائي أمام المحكمة، عدلت ولاية آيوا من القانون الخاص بها، وأصبحت بذلك أول ولاية أمريكية تقبل النساء والأقليات في نقابة المحامين.
خلال حياتها المهنية، عملت مانزفيلد في المقام الأول كمعلمة وناشطة، درست في كلية آيوا ويسليان وفي جامعة ديباو. استلمت مانزفيلد في جامعة ديباو منصب مدير الجامعة، وشغلت، في فترة ثمانينيات القرن العشرين، منصبَ عميدٍ في كلّيتين مختلفتين.

## النشأة والتعليم
ولدت بيل أوريليا باب (المعروفة باسم بيل) في عام 1846 في مزرعة عائلية في بلدة بنتون في مقاطعة دي موين بولاية آيوا الأمريكية، وكانت الابنة الثانية لماري موير (من مواليد عام 1820 وتوفيت عام 1895)، ومايلز باب. كان شقيقها الأكبر، واشنطن إيرفينغ باب، من مواليد عام 1844، والذي سُمي على اسم المؤلف النيويوركي الشهير، صديق حياتها المقرب. غادر الأب، مايلز، إلى كاليفورنيا في 10 أبريل من عام 1850 في قطار عربة شركة فلينت ريفر، عندما كانت بيل بسن صغيرة. وقّع الأب قبل رحيله وصية توفر اعتمادات لتعليم أبنائه. أصبح مايلز مراقبًا في شركة باي ستيت للتعدين، إلا أنه لقي حتفه في انهيار نفق التعدين في منجم ماميلوك هيل في مقاطعة إلدورادو بولاية كاليفورنيا الأمريكة في 23 ديسمبر من عام 1852.  
انتقلت ماري باب مع طفليها إلى مدينة ماونت بليسانت، في ولاية آيوا، حيث التحق الأطفال بالمدارس المحلية. (نشأت كلارا فولتز، أول محامية تُقبل في نقابة المحامين في مناطق الساحل الغربي للولايات المتحدة الأمريكية، في ماونت بليسانت أيضًا، في نفس المرحلة الزمنية تقريبًا).
بدأت باب، في عام 1862، دراستها في كلية ويسليان في مدينة ماونت بليسانت، وبدأت فيها استخدام اسم أرابيلا (إذ كان يطلق عليها قبل ذلك اسم بيل). مع مغادرة العديد من الرجال للقتال في الحرب الأهلية الأمريكية، بدأت الجامعات بقبول المزيد من الإناث كطالبات ومعلمات. تخرجت أرابيلا باب بعد ثلاث سنوات دراسية، وألقت خطاب التخرج باسم الطلاب. كان أخوها، واشنطن، معها في نفس الفصل.

## الحياة المهنية
درست باب في معهد دي موين التعليمي (الذي أصبح اليوم كلية سيمبسون) في مدينة إنديانا بولاية آيوا لمدة عام واحد. عادت إلى ماونت بيلسانت لتتزوج من حبيبها في الجامعة، جون ميلفين مانزفيلد، الأستاذ الشاب في جامعة آيوا ويسليان. شجع مانزفيلد زوجته باب على تحقيق طموحها في دراسة القانون. قامت أرابيلا «بقراءة القانون» كمتدربة في مكتب شقيقها واشنطن للمحاماة، بعد اجتاز اختبار ممارسة المهنة وبدأ عمله. على الرغم من اقتصار ممارسة مهنة المحاماة، وفقًا لقانون المحاكمات في ولاية آيوا، على «الذكور ممن أتموا الـ 21 عامًا»، لكن أرابيلا تمكنت من اجتياز الاختبار عام 1869 بدرجات عالية. 
في عام 1869، أصبحت آيوا أول ولاية في في الاتحاد تقبل النساء في مهنة ممارسة القانون، وذلك بعد أن تحدت مانزفيلد قانون الولاية باستبعادها. قضت المحكمة بأنه لا يجوز حرمان المرأة من حق ممارسة القانون في ولاية آيوا، وقبلت مانزفيلد في نقابة المحامين. أدت مانزفيلد اليمين الدستورية في مبنى يونيون بلوك في مدينة ماونت بليسانت عام 1869.